# Michael Weiss (pianist)
Michael Weiss (Dallas (Texas), 10 februari 1958) is een Amerikaanse jazzpianist, -componist, -arrangeur en muziekpedagoog.

## Biografie
Weiss nam vanaf 6-jarige leeftijd klassieke pianolessen. Op 15-jarige leeftijd ging hij naar de Interlochen Academy in Michigan, voordat hij studeerde aan de Indiana University. Hij trad ook op als begeleider bij Al Kiger en Pookie Johnson. Na zijn afstuderen in 1981 verhuisde hij naar New York. Hij begon zijn carrière begin jaren 1980 als begeleider van zanger Jon Hendricks. Hij trad ook regelmatig op met Junior Cook in het Club Star Café, daarna speelde hij met het Junior Cook/Bill Hardman-kwintet, Slide Hampton en Lou Donaldson en met zijn eerste eigen formaties. In de loop van zijn verdere carrière werkte hij o.a. met Johnny Griffin, voor wie hij ook als arrangeur werkte, evenals Art Farmer, Gerry Mulligan, George Coleman en Jimmy Heath. Hij nam verschillende albums op onder zijn eigen naam voor Criss Cross Jazz, SteepleChase Records en DIW Records. Weiss, die ook elektrische piano speelt, wordt beïnvloed door Herbie Hancock, McCoy Tyner, Kenny Barron, Cedar Walton en Chick Corea.
In 1989 won hij de tweede prijs op de Thelonious Monk International Piano Competition, het jaar daarop een National Endowment for the Arts-beurs. Als onderdeel hiervan werd Monk, Bud and Bird: Rediscovered Rarities gecreëerd met Tom Harrell en Charles McPherson. Hij werkte ook samen met Barry Harris aan de liner notes voor een werkeditie van Bud Powells volledige opnamen voor Verve Records. Gedurende deze tijd verschenen Weiss en Harris ook in een reeks concerten, genaamd Bud Powell: Two Generations. Hij trad ook op als solist en bandleider in verschillende radio-uitzendingen op National Public Radio, waaronder Marian McPartland in haar Piano Jazz-serie.
In het begin van de jaren 1990 legde Weiss zich steeds meer toe op het componeren en vormde een workshopsextet om nieuwe arrangementen te ontwikkelen. In 2000 trad hij met zijn septet op op het Detroit International Jazz Festival. Opdrachten bij het Smithsonian Institution en de New York Blue Note volgden. In april 2008 was hij een week te gast bij Peter Washington en Lewis Nash in de New Yorkse Village Vanguard. In 2019 leidde hij een kwartet met Steve Wilson (altsaxofoon), Ugonna Okegwo (bas) en George Fludas (drums). Als componist ontving hij in 2000 de BMI/Thelonious Monk Institute Composers Competition. In 2002 ontving hij de prijs Chamber Music America's New Works: Creation and Presentation voor het schrijven van een langere compositie voor zijn septet. Als muziekdocent heeft Weiss lesgegeven aan het Queens College, de Juilliard School of Music en de Hartt School of Music. Hij gaf ook workshops op scholen.

## Discografie

### Als leader
- 1986: Presenting Michael Weiss (Criss Cross Jazz)
- 1998: Power Station (DIW Records)
- 2000: Milestones (SteepleChase Records)
- 2003: Soul Journey (Sintra)

### Als sideman
Met Johnny Griffin
- 1988: Take My Hand (Who's Who in Jazz)
- 1990: The Cat (Antilles Records)
- 1992: Dance of Passion (Antilles)
- 2000: Johnny Griffin & Steve Grossman Quintet (Disques Dreyfus)

Met Frank Wess
- 2005: Body and Soul (Grave News)
- 2009: Once Is Not Enough (Labeth Music)

Met The Thad Jones/Mel Lewis Orchestra|Vanguard Jazz Orchestra
- 2008: Monday Night Live at the Village Vanguard (Planet Arts)
- 2011: Forever Lasting – Live in Tokyo (Planet Arts)

Met anderen
- 1991: Georgie Fame, Cool Cat Blues (Blue Moon/Bean Bag Entertainment)
- 1991: Nathen Page, The Other Page (Hugo's Music)
- 1994: Charles McPherson, First Flight Out (Arabesque Records)
- 1997: Ronnie Cuber, N.Y.C.ats (SteepleChase)
- 1997: Doug Raney, Back in New York (SteepleChase)
- 1997: Smithsonian Jazz Masterworks Orchestra, Big Band Treasures Live (Folkways Records)
- 2001: Louis Smith, The Bopsmith (SteepleChase)
- 2004: Eszter Balint, Mud (Bar/None Records)
- 2010: Dick Oatts, Two Hearts (SteepleChase)

- Bibliothèque nationale de France: cb14022989p (data)
- Gemeinsame Normdatei: 134950038
- International Standard Name Identifier: 0000 0000 7226 4022
- Library of Congress Control Number: n87145557
- MusicBrainz: b09b14de-6ff4-4b9d-9ea7-a1aa3370a50a
- Virtual International Authority File: 100987573
- WorldCat: E39PBJxxhyxf89fMTgPhYY4Qbd